# Aubrey Kate

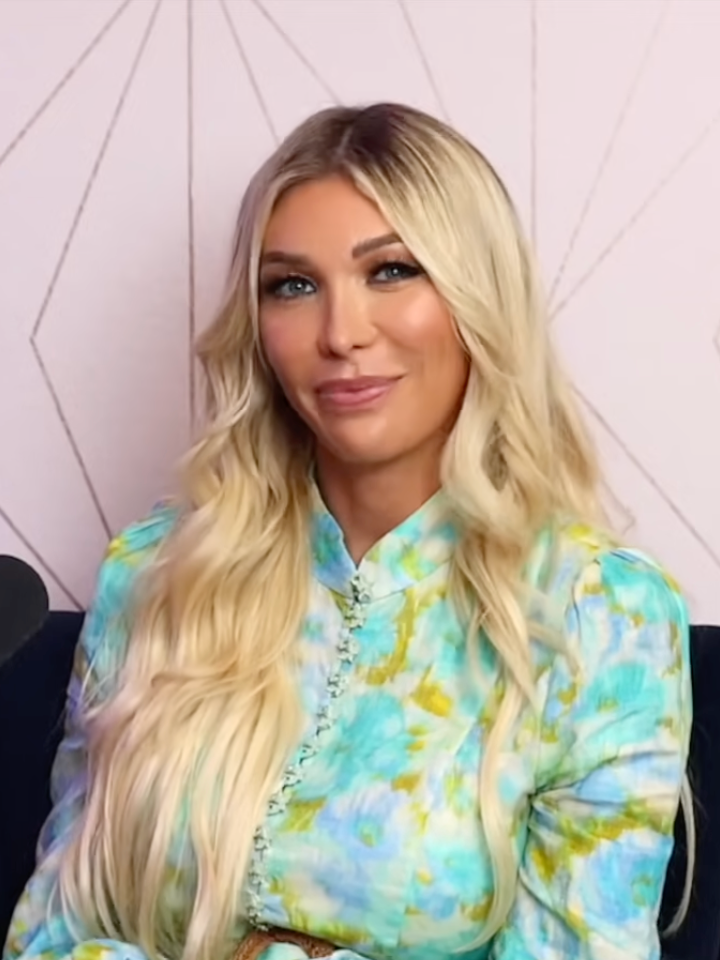
Aubrey Kate

Aubrey Kate (* 7. November 1990 in Orange  County) ist eine US-amerikanische transgender Pornodarstellerin.

## Leben
Kate wurde 1990 in Orange County in Kalifornien geboren. Im  Alter von 17 begann sie mit geschlechtsangleichenden Maßnahmen. Ihren Einstieg in die  Pornoindustrie fand sie 2013. Von 2016 an bis zum Jahr 2021 erhielt sie jedes Jahr eine  Nominierung für den AVN Award als Transsexual Performer of the  Year und konnte den Preis 2017 sowie 2021 gewinnen.

## Auszeichnungen
- 2017: AVN  Award als Transsexual Performer of the  Year[2]
- 2018: NightMoves Award als  Best Transsexual Performer (Fan’s Choice)[3]
- 2019: AVN Fan Award als  Favorite Trans Cam Star
- 2020: AVN Award für Best  Transgender One-on-One Sex Scene  mit Kenzie  Taylor
- 2021: AVN Award als Transsexual Performer of the Year[4]
- 2021: AVN Fan Award als  Favorite Trans Porn Star
- 2021: NightMoves Award als  Best Transsexual Preformer – Fan's Choice
- 2022: PornHub Award als Most Popular Trans Female Performer[5]
- 2024: AVN Award für Hottest Trans Creator Collab (zusammen mit Dante Colle)[6]

## Filmografie (Auswahl)
- 2019: Captain Marvel XXX: An Axel Braun Parody
- 2019: Drive